# André Jorrand
André Jorrand (Au Buçon (Nova Aquitània), 27 de novembre, 1921 - Belvès (Dordonya, Nova Aquitània), 15 de desembre, 2007 va ser un compositor i organista francès, primer titular  de l'església Sainte-Croix d'Aubusson. També va ser magistrat. Està enterrat a Ahun (Nova Aquitània). Un carrer d'Aubusson ara porta el seu nom.

## Carrera artística
Va ser alumne de Maurice Duruflé, Roland-Manuel (CNSM), Henri Dutilleux (École Normale de Musique de París, on va obtenir un títol en composició i orquestració) i Arthur Hoérée. El 1978 va fundar l'Associació d'Amics de l'Orgue Aubusson. A partir de 1983, va inaugurar un curs d'orgue i el 1988 va crear el primer festival de música d'Aubusson: Musique au cœur de la Tapisserie.

## Obres
Va compondre cinc simfonies, les tres primeres van ser objecte d'enregistrament en CD (Edicions Billaudot), cinc quartets de corda, un primer concert per a orgue (encàrrec estatal) i un segon concert per a orgue, cordes i timbals, una cantata per a baríton, cor mixt i orgue (encàrrec de Radio France): In Paradisum, que va ser objecte d'un altre enregistrament en CD (Edició Skarbo), així com diversos partitures instrumentals i de cambra. Va gravar un casset de corals de Bach a l'orgue Aubusson.